# Стенжиця (Поморське воєводство)
Стенжиця (пол. Stężyca) — село в Польщі, у гміні Стенжиця Картузького повіту Поморського воєводства.
Населення — 2108 осіб (2011).

## Демографія
Демографічна структура станом на 31 березня 2011 року:
|          | Загалом | Допрацездатний вік | Працездатний вік | Постпрацездатний вік |
| -------- | ------- | ------------------ | ---------------- | -------------------- |
| Чоловіки | 1046    | 304                | 670              | 72                   |
| Жінки    | 1062    | 306                | 628              | 128                  |
| Разом    | 2108    | 610                | 1298             | 200                  |